# Worcestershire Beacon
Worcestershire Beacon är ett berg i Storbritannien.   Det ligger i grevskapet Worcestershire och riksdelen England, i den södra delen av landet, 160 km väster om huvudstaden London. Toppen på Worcestershire Beacon är 425 meter över havet.
Terrängen runt Worcestershire Beacon är platt norrut, men söderut är den kuperad. Worcestershire Beacon är den högsta punkten i trakten. Runt Worcestershire Beacon är det ganska tätbefolkat, med 93 invånare per kvadratkilometer. Närmaste större samhälle är Worcester, 12,6 km nordost om Worcestershire Beacon. Trakten runt Worcestershire Beacon består till största delen av jordbruksmark.